# هيو أرمسترونغ (ممثل)
هيو أرمسترونغ (بالإنجليزية: Hugh Armstrong)‏ هو ممثل بريطاني، ولد في 3 يونيو 1944 في Retford ‏ في المملكة المتحدة، وتوفي في 26 يناير 2016.

## وصلات خارجية
- هيو أرمسترونغ على موقع IMDb (الإنجليزية)
- هيو أرمسترونغ على موقع قاعدة بيانات الفيلم (الإنجليزية)